# Lauri Kivari
Lauri Kivari (Helsinki, 1996. március 23. –) ifjúsági olimpiai ezüstérmes finn síakrobata.

## Élete
Hatéves kora óta sportol, nemzetközi versenyeken 2010 óta vesz részt. Első, dobogót jelentő megmérettetése a 2012. évi téli ifjúsági olimpiai játékokon volt az ausztriai Innsbruckban, ahol a férfi síakrobatika (freestyle) félcső döntőjében ezüstérmet szerzett.
2012-ben, az olaszországi Valmalencóban rendezett ifjúsági világbajnokság slopestyle versenyszámában a 10. helyet szerezte meg, míg a 2014-es szocsi téli olimpia férfi slopestyle síakrobatika versenyében a 21. helyen zárt.